# Hemistola cinctigutta
Hemistola cinctigutta är en fjärilsart som beskrevs av Louis Beethoven Prout 1935. Hemistola cinctigutta ingår i släktet Hemistola och familjen mätare. Inga underarter finns listade i Catalogue of Life.